# Niviventer confucianus
Niviventer confucianus  (Milne-Edwards, 1871) è un roditore della famiglia dei Muridi diffuso in Cina e Indocina.

## Descrizione

### Dimensioni
Roditore di medie dimensioni, con lunghezza della testa e del corpo tra 125 e 170 mm, la lunghezza della coda tra 150 e 220 mm, la lunghezza del piede tra 28 e 32 mm ela lunghezza delle orecchie tra 20 e 23 mm.

### Aspetto
La pelliccia è soffice e spinosa, il colore delle parti dorsali varia dal bruno-rossiccio al grigio-brunastro opaco, mentre le parti ventrali sono bianco-giallastre chiare, con una macchia giallastra al centro del petto. I fianchi sono bruno-giallastri brillanti. La coda è più lunga della testa e del corpo, è marrone scuro superiormente e bianca inferiormente e termina con un piccolo ciuffo di peli bianchi. I piedi sono lunghi e sottili. Le femmine hanno un paio di mammelle pettorali, un paio post-ascellari e un paio inguinali. Il numero cromosomico è 2n=46 FN=54-62.

## Biologia

### Comportamento
È una specie prevalentemente notturna e terricola.

## Distribuzione e habitat
Questa specie è diffusa in Cina e Indocina.
Vive nelle foreste muschiose montane in Thailandia, mentre in Cina occupa svariati ambienti, dalle foreste alle aree coltivate. È presente ad altitudini tra i 150 e 4.000 metri di altitudine.

## Conservazione
La IUCN Red List, considerato il vasto areale, la presenza in diverse aree protette, la tolleranza al degrado del proprio habitat e la popolazione numerosa, classifica M.confucianus come specie a rischio minimo (Least Concern).

## Tassonomia
Sono state riconosciute 8 specie:
- N.c.confucianus: Province cinesi del Sichuan sud-orientale, Yunnan, Chongqing, Guizhou, Guangxi, Hubei, Hunan, Anhui meridionale, Jiangxi, Guangdong, Fujian, Zhejiang, Shanghai e Jiangsu meridionale;
- N.c.chihliensis (Thomas, 1917): Province cinesi dell'Hebei, Pechino, Tianjin e Liaoning;
- N.c.deqinensis (Deng & Wang, 2000): Provincia cinese dello Yunnan mord-occidentale;
- N.c.mentosus (Thomas, 1916): Provincia cinese dello Xizang meridionale e sud-orientale, Myanmar nord-orientale, Thailandia e vietnam settentrionali;
- N.c.naoniuensis (Zhang & Zhao, 1984): Provincia cinese dello Jilin;
- N.c.sacer (Thomas, 1908): Province cinesi del Gansu, Sichuan nord-orientale, Shaanxi, Henan, Shandong, Anhui e Jiangsu settentrionali;
- N.c.yajiangensis (Deng & Wang, 2000): Provincia cinese del Sichuan occidentale;
- N.c.yushuensis (Wang & Zheng, 1981): Province cinesi dello Qinghai sud-orientale, Sichuan nord-occidentale e dello Xizang orientale.